# Marienplatzturm (Pfarrkirchen)

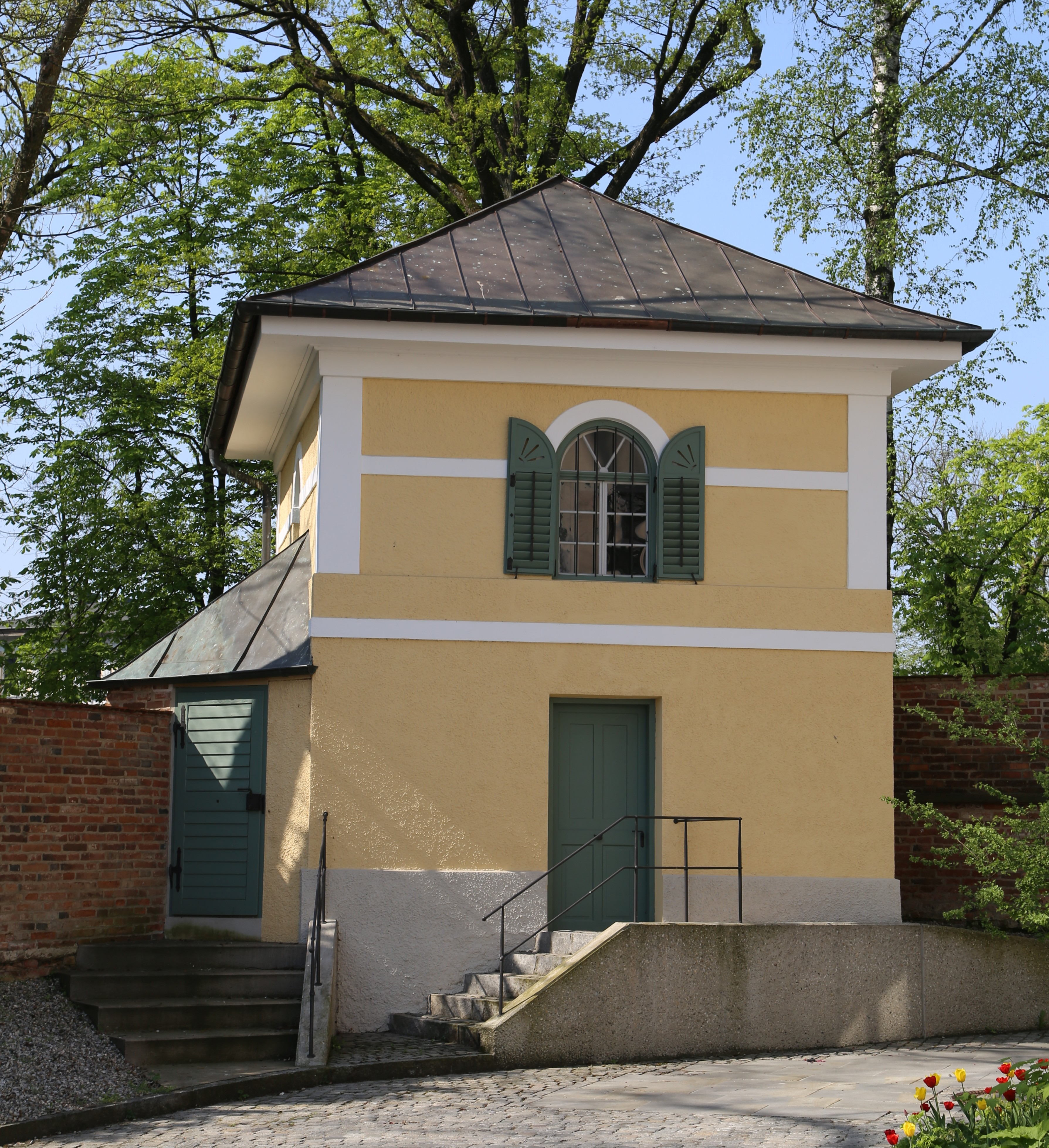
Marienplatzturm, Eingangssituation

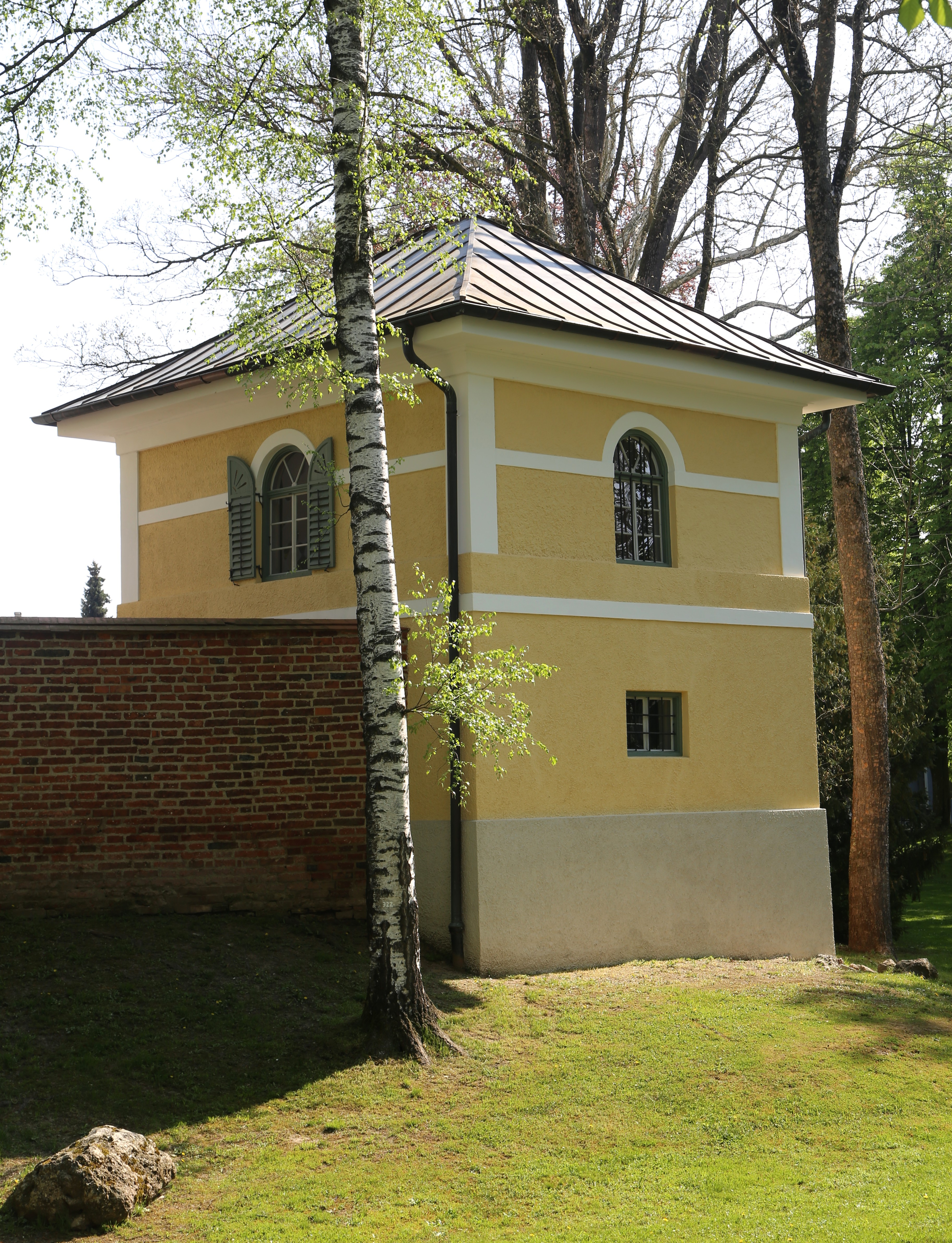
Ansicht vom Stadtwall

Der Marienplatzturm ist ein denkmalgeschützter Turm der historischen Stadtbefestigung in Pfarrkirchen in Niederbayern. Der Biedermeierturm ist unter der Aktennummer D-2-77-138-15 in der Denkmalliste Bayern eingetragen.

## Architektur und Geschichte
Der zweigeschossige Turm befindet sich am südwestlichen Eckpunkt der historischen Stadtmauer. Der Turm ist das letzte Überbleibsel einer ehemaligen Klosteranlage und stammt aus dem 19. Jahrhundert. Der auf rechteckigem Grundriss aufbauende Turm blieb bis auf eine eingezogene Decke erhalten.
Aufgrund eines Tiefgaragenbaus wurde der kleine Bau beschädigt und schließlich 2015 von Max Otto Zitzelsberger repariert und zu einer städtischen Galerie umgenutzt. Ausstellungsmöbel aus Birkenfurniersperrholz, die die Formensprache der Möbel der Bauzeit des Turmes, dem Biedermeier, interpretieren, wurden von Zitzelsberger entworfen. Das Kunst Kabinett wurde fotografisch von Sebastian Schels dokumentiert.
Auszeichnungen:
- 2017: Engere Wahl – Bauwelt Preis[4]
- 2018: Nominierung – DAM Preis[5]

## Baudenkmal
Der Stadtturm steht unter Denkmalschutz und ist im Denkmalatlas des Bayerischen Landesamtes für Denkmalpflege und in der Liste der Baudenkmäler in Pfarrkirchen eingetragen.